# Trumann
Trumann – miasto w Stanach Zjednoczonych, w stanie Arkansas, w hrabstwie Poinsett.